# Norman D. Dicks

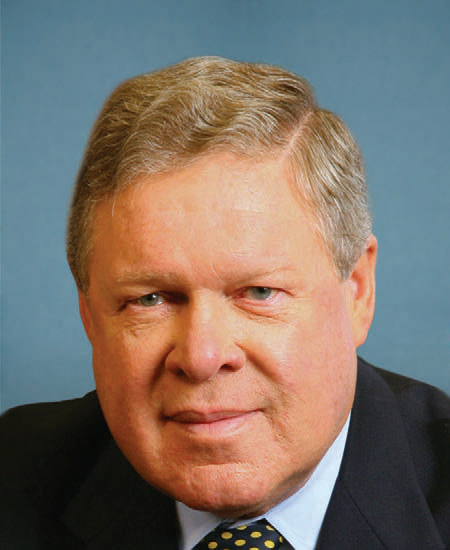
Norman D. Dicks

Norman DeValois Dicks (* 16. Dezember 1940 in Bremerton, Washington) ist ein US-amerikanischer Politiker. Zwischen 1977 und 2013 vertrat er den Bundesstaat Washington im US-Repräsentantenhaus.

## Werdegang
Norman Dicks besuchte bis 1959 die Bremerton High School und studierte danach bis 1963 an der University of Washington in Seattle. Nach einem Jurastudium an der gleichen Universität und seiner im Jahr 1968 erfolgten Zulassung als Rechtsanwalt begann er in seinem neuen Beruf zu  arbeiten. Politisch wurde Dicks Mitglied der Demokratischen Partei. Zwischen 1968 und 1976 gehörte er zum Stab von US-Senator Warren G. Magnuson.
Bei den Kongresswahlen des Jahres 1976 wurde Dicks im sechsten Wahlbezirk seines Staates in das US-Repräsentantenhaus in Washington, D.C. gewählt, wo er am 3. Januar 1977 die Nachfolge von Floyd Hicks antrat. Bei allen folgenden Wahlen bis 2010 wurde er jeweils in seinem Mandat bestätigt; selbst bei der für die Demokraten verlustreichen Wahl 2010 erhielt er 58 Prozent der Stimmen. 2012 verzichtete er auf eine weitere Kandidatur und schied am 3. Januar 2013 aus dem Kongress aus.
Gleich in seiner ersten Legislaturperiode wurde er Mitglied im Bewilligungsausschuss. Später gehörte er zeitweise dem Ausschuss für Innere Sicherheit und acht Jahre lang dem Geheimdienstausschuss an. Zuletzt war er erneut Mitglied im Bewilligungsausschuss sowie in zwei Unterausschüssen. Im Jahr 2002 war Dicks einer von 81 demokratischen Kongressabgeordneten, die für den Irakkrieg stimmten. Später änderte er seine Meinung und forderte ein Ende des Krieges. Dicks setzt sich für Umweltschutzmaßnahmen und Naturparks ein. Viele seiner Pläne scheiterten bislang an fehlenden Finanzen. Dicks ist verheiratet und lebt privat in Bremerton.